# Moules marinières
Moules marinières eller moules à la marinière (fransk for "muslinger a la matros") er blåmuslinger tilberedt i en sauce af skalotteløg og hvidvin. De serveres ofte med pommes frites som i retten moules-frites, der stammer fra Belgien og det nordlige Frankrig.

## Historie
Det var efter sigende ireren Patrick Walton, der forliste i L'Aiguillon-sur-Mer i Vendée i 1235 og bosatte sig i området, der opfandt en metode til at opdrætte muslinger på træpæle i havbunden, det såkaldte bouchot-muslingebrug. I Charente mener de at have opfundet en teknik kaldet bouchau (en slags ventil) allerede i det 10. århundrede, og at Charentes matrosbluse la marinière, har givet navn til en tilberedning af muslingerne, hvor hakkede skalotteløg vendes i smør og overhældes med hvidvin.

## Ingredienser
Til en klassisk moules marinières bruges friske blåmuslinger, hakkede skalotteløg, hakket persille, stødt peber, hvidløg, smør eller olivenolie og hvidvin.